# Lorentz Reichwein
Lorentz (eller Lars) Reichwein (ca. 1680 – 22. april 1735 i København) var en dansk-norsk officer og stiftamtmand.
Han var sønnesøn af generalmajor Georg Reichwein og søn af den tapre partigænger fra svenskefejdernes dage Georg Reichwein den yngre, oberst og kommandant på Kongsvinger (død 1715), i dennes andet ægteskab, med Cathrine Larsdatter Sverdrup (død 1701), blev 1697 fændrik (fra 1701 kaldet sekondløjtnant), i hvilket sidstnævnte år han fik pas til udlandet, 1702 premierløjtnant og 1703 kaptajn ved 1. danske gevorbne Infanteriregiment i kejserlig tjeneste i Italien; 1709 fik han majors karakter og vendte om høsten samme år tilbage til Danmark, hvor han 1712 blev oberstløjtnant, 1716 karakteriseret oberst og 1717 chef for regimentet, der siden bar hans navn. Fra august 1717 til høsten 1719 deltog han med sit (Slesvigske) Regiment i krigen i Norge, udtrådte 1720 af Armeen og sendtes som envoyé til det kejserlige hof i Wien, hvor han virkede fra januar 1721 til august 1722, da han efter begæring erholdt afsked.
1725 udnævntes han til amtmand i Rendsborg, 1730 til generalmajor og 1731 til stiftsbefalingsmand over Akershus Stift og amtmand over Akershus Amt. 1732 blev han Ridder af Dannebrog og fulgte under kong Christian VI's rejse i Norge 1733 de kongelige Herskaber til Trondhjem, men hans allerede i mange år svage helbred forværredes snart således, at han i februar 1734 fik tilladelse til at rejse til København, hvor han afgik ved døden 22. april 1735, ugift. Hans høje stillinger havde formentlig medført en for kostbar levemåde, så hans bo, der først sluttedes 1737, viste et underskud på o. 1375 Rigsdaler.